# Juan de la Cerda

Wappen des Hauses de la Cerda, entstanden aus den Wappen von Kastilien und León aufgrund der Abstammung von Alfons X. und dem Wappen Frankreichs

Juan de la Cerda (* 1327; † 1357 in Sevilla durch Hinrichtung) war Herr von El Puerto de Santa María und Gibraleón sowie Vogt von Sevilla.

## Familie
Juan de la Cerda war Sohn von Luis de la Cerda, Graf von Clérmont und Talmont, Herr von Deza und Enciso, und seiner Frau Leonor de Guzmán, Herrin von Huelva und El Puerto de Santa María. Somit war er Enkel von Alfonso de la Cerda und von Mahalda de Brienne-Eu (Mafalda von Narbonne).
Er heiratete María Alfonso Coronel, Herrin von Aguilar, Tochter von Alfonso Fernández Coronel und Elvira Alfón de Biedma. Sie hatten eine Tochter, Leonor de la Cerda, die früh starb und im Kloster Santa Inés in Sevilla bestattet wurde. Vor der Ehe mit María Alfonso Coronel hatte Juan de la Cerda einen Sohn mit Sol Martínez, deren Abstammung unbekannt ist, Martín González de la Cerda (in Portugal: Martim Gonçalves de Lacerda) (* um 1341 in Sevilla; † in Portugal).

## Hinrichtung
Er wurde Parteigänger Heinrichs von Trastámara während des Ersten Kastilischen  Bürgerkrieges und wurde deswegen auf Anweisung von Peter dem Grausamen in Sevilla im Torre del Oro hingerichtet und im Kloster Santa Inés bestattet.

## Quelle
- David E. Masnata y de Quesada: La Casa Real de la Cerda. In: Estudios Genealógicos y Heráldicos. Nr. 1, Asociación Española de Estudios Genealógicos y Heráldicos, Madrid, 1985, ISBN 84-398-3591-4, S. 169–229.